# 迈哈尔
迈哈尔（Maihar），是印度中央邦Satna县的一个城镇。总人口34347（2001年）。

## 人口
该地2001年总人口34347人，其中男性17904人，女性16443人；0—6岁人口5276人，其中男2779人，女2497人；识字率64.34%，其中男性为71.77%，女性为56.25%。